# Хлороцибория сине-зеленоватая
Хлороцибо́рия си́не-зеленова́тая (лат. Chlorociboria aeruginascens) — вид грибов, входящий в род хлороцибория (Chlorociboria) семейства гелоциевые (Helotiaceae).

## Описание

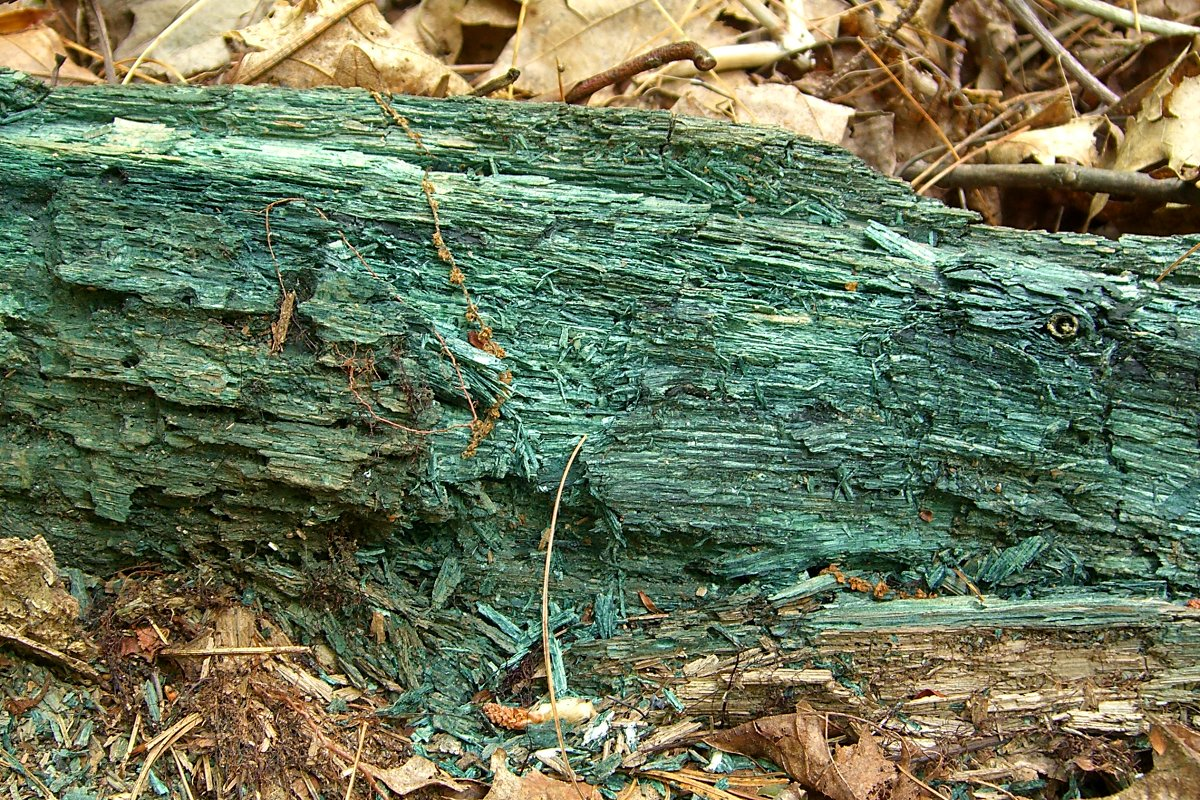
Окрашенная в сине-зелёный цвет древесина

Типичный дискомицет. Плодовые тела (апотеции) 3—8 мм в диаметре, чашевидной, дисковидной или лопатчатой формы, нередко асимметричные. Внутренняя спороносная поверхность (гименофор) сине-зелёная, иногда с желтоватым оттенком, с возрастом темнеющая, гладкая. Внешняя стерильная поверхность также сине-зелёная, более тёмная, голая или бархатисто-волосистая. Мицелий гриба окрашивает древесину в сине-зелёный цвет, что делает гриб заметным и не во время образования апотециев. Ложная ножка обычно эксцентрическая, выраженная, до 6 мм длиной и до 1,5 мм толщиной, сужающаяся книзу.
Мякоть тонкая, сине-зелёная, без запаха.
Споры беловатые в массе, 5—8(10)×1—2(2,5) мкм, веретеновидной или эллиптической формы, с двумя каплями-гуттулами у концов, с гладкими стенками. Аски восьмиспоровые, 45—50×3—4 мкм, булавовидной формы. Парафизы около 1,5 мкм толщиной, нитевидные, с немного утолщёнными концами, у основания часто разветвлённые, септированные, превышающие по длине аски. Внешний эксципул с приподнятыми над поверхностью (и делающими её бархатистой) спиралевидно изогнутыми или прямыми тонкостенными гифами 1—1,5(2) мкм толщиной.

### Сходные виды

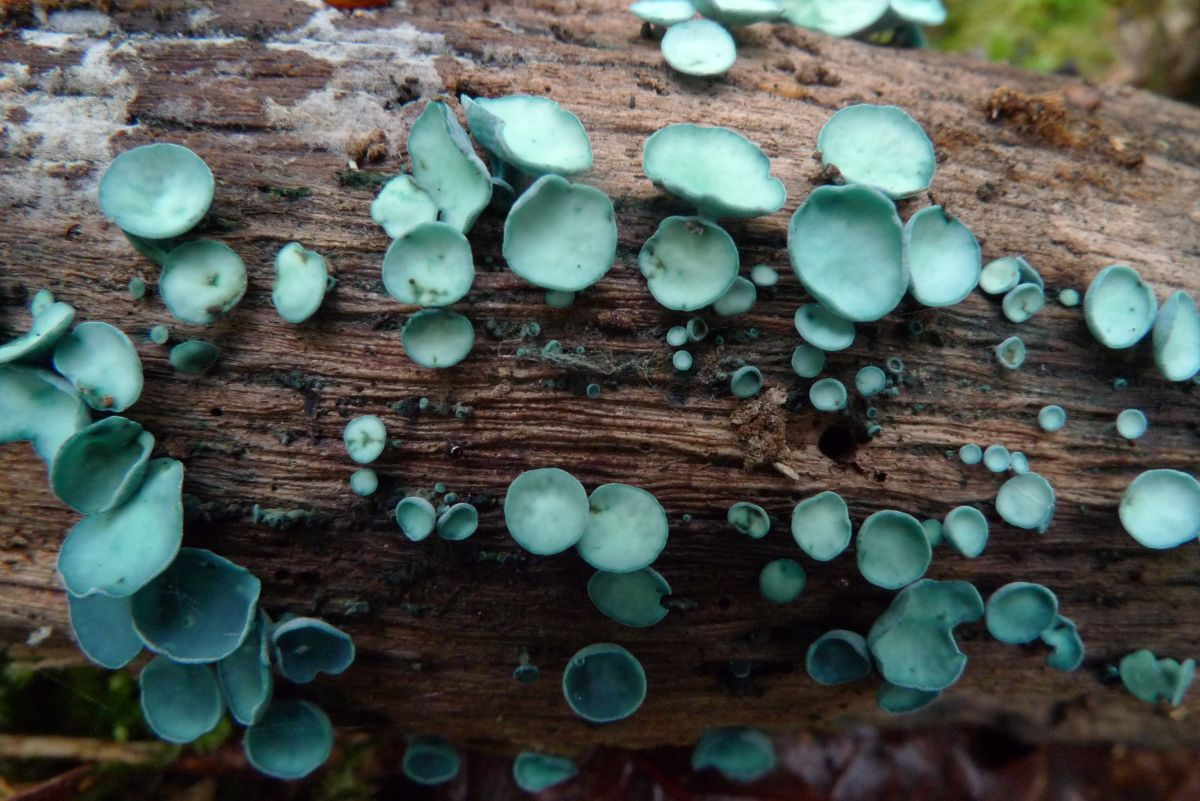
Характерные беловатые правильные плодовые тела хлороцибории сине-зелёной

- Chlorociboria aeruginosa (Oeder) Seaver ex C.S.Ramamurthi, Korf & L.R.Batra, 1958 — Хлороцибория сине-зелёная — более редкий в большинстве регионов вид. Отличается почти всегда правильными апотециями меньших размеров на центральной, часто редуцированной ножке, несмотря на название, с более бледной, по крайней мере с возрастом, беловатой спорообразующей поверхностью, и желтоватой мякотью. Споры более крупные — 8—15×2—4 мкм[1].

## Значение
Пищевого значения гриб не имеет из-за небольших размеров и тонкой мякоти. Древесина, окрашенная мицелием гриба, издавна ценится у резчиков по дереву.

## Экология и ареал
Хлороцибории — сапротрофы (ксилотрофы), произрастающие на оголённой гниющей древесине лиственных деревьев, наиболее часто отмечается на дубе.
Широко распространённый гриб, отмеченный во многих регионах России. Вне России встречается в Центральной, Северной и Восточной Европе (Болгария, Великобритания, Дания, Нидерланды, Словакия, Украина, Финляндия, Чехия, Швеция), на Кавказе (Армения, Грузия), в Азии (Индия, Китай, Япония, Филиппины), в Северной Америке (Канада, США, Гренландия, Куба), на севере Южной Америки (Венесуэла).

## Синонимы
- Chlorociboria aeruginascens (Nyl.) Kanouse, 1947, nom. inval.
- Chlorosplenium aeruginascens (Nyl.) P.Karst., 1871
- Peziza aeruginascens Nyl., 1869 basionym